# Clinocera robinsoni
Clinocera robinsoni är en tvåvingeart som beskrevs av Sinclair 2008. Clinocera robinsoni ingår i släktet Clinocera och familjen dansflugor.
Artens utbredningsområde är Oaxaca (Mexiko). Inga underarter finns listade i Catalogue of Life.